# 纥石烈阿疏
纥石烈阿疏，金朝建国前纥石烈部首领。女真族。星显水（今吉林延吉市布尔哈通河）纥石烈部人，勃堇纥石烈阿海的儿子。
阿海去世后，阿疏袭任勃堇。为完颜部首领烏骨廼之妻唐括多保真（昭肃皇后）所怜爱。曾经与徒单部勃堇诈都争长。辽道宗大安十年（1094年），盈歌继任女真部落联盟长后，阿疏对完顏撒改出任国相不满，与纥石烈部勃堇毛睹禄等起兵反抗。寿昌三年（1097年），被盈歌攻击，他于是向辽国申诉。盈歌不得已撤兵，留完顏劾者守阿疏城。阿疏于是留在辽国。金太祖起兵反辽，曾经以辽国收留阿疏为罪名。天辅六年（1122年），辽国兵败，阿疏被俘。辽兵军士问他：“你是谁？”他说：“我是破辽鬼。”